# Педоричі
Педо́ричі — село в Україні, у Миргородському районі Полтавської області. Населення становить 102 осіб. Входить до складу Великобудищанської сільської громади.
Після ліквідації Гадяцького району у липні 2020 року увійшло до Миргородського району.

## Географія
Село Педоричі розташоване за 3 км від лівого берега річки Псел, за 2 км село Бобрик.
До села примикає дубовий ліс.

## Історія
- 1790 — дата заснування.
- Село постраждало внаслідок геноциду українського народу, проведеного окупаційним урядом СРСР 1923—1933 та 1946–1947 роках.
- До 2019 року орган місцевого самоврядування — Бобрицька сільська рада.